# 蒙昂泰尔努瓦
蒙昂泰尔努瓦（法語：Monts-en-Ternois）是法国北部-加来海峡大区加来海峡省的一个市镇，属于阿拉斯区泰努瓦斯河畔圣波勒县。该市镇2009年时的人口为63人。

## 人口
蒙昂泰尔努瓦人口变化图示
| 数据来源：INSEE |